# Frente Libanesa
A Frente Libanesa (em árabe: الجبهة اللبنانية, al-Jabha al-Lubnaniyya, em francês:  Front Libanais), foi uma coalizão de partidos nacionalistas libaneses formada em 1976 por intelectuais majoritariamente cristãos durante a Guerra Civil Libanesa. A intenção era agir como uma força de reação ao Movimento Nacional Libanês de Kamal Jumblatt e outros aliados de esquerda.
A Frente Libanesa foi presidida pelo ex-presidente do Líbano, Camille Chamoun, e seus principais participantes foram Pierre Gemayel, o fundador e líder do então maior partido político do Líbano, o Partido Kataeb, o presidente Suleiman Frangieh, que acabara de terminar seus anos presidenciais no cargo. Também incluiu intelectuais de excelência, como o ilustre professor de filosofia e eminente diplomata Charles Malik, que havia sido presidente da Assembleia Geral das Nações Unidas em 1958, e Fouad Frem al-Boustani, presidente da Universidade Libanesa. A frente também incluiu figuras religiosas como o Padre Charbel Qassis, que foi mais tarde substituído pelo Padre Bulus Naaman, o "chefe do congresso permanente das ordens monásticas libanesas". Por um breve período, o poeta Said Aql foi membro.
Assim que a guerra estourou no Líbano, e antes que a Frente Libanesa fosse formada, muitos dos futuros líderes da Frente Libanesa organizaram seus partidos políticos em milícias, principalmente o Partido Nacional Liberal de Camille Chamoun, o influente Partido Kataeb de Pierre Gemayel e a Brigada Marada de Suleiman Frangieh. O número de homens totalizou cerca de 18.000, um número relativamente grande, dado que a população total do Líbano era inferior a três milhões.
No entanto, as relações entre os participantes tornaram-se tensas principalmente devido à abordagem pró-Síria de Frangieh. Além disso, em 1978, o filho de Suleiman Frangieh, Tony, e sua família foram mortos por milicianos do Kataeb que tentavam sequestrá-lo agindo por ordem de Bashir Gemayel, filho de Pierre Gemayel. O incidente é conhecido como massacre de Ehden. Foi esse ponto de viragem que levou Suleiman Frangieh a resignar da Frente Libanesa.
Em 1982, a Frente Libanesa promoveu Bachir Gemayel à presidência. Ele foi eleito presidente pelo parlamento libanês por 58 dos 62 votos tanto de cristãos quanto de muçulmanos, apenas para ser assassinado três semanas depois.
Durante a segunda metade da década de 1980, a maioria dos líderes proeminentes da Frente Libanesa faleceram (Pierre Gemayel em 1984, Chamoun e Charles Malik em 1987) e foram substituídos por outros líderes como George Saadeh, Amin Gemayel e Karim Pakradouni. A Frente Libanesa existiu então apenas por um curto período. Dany Chamoun, filho do falecido Camille Chamoun, formou uma nova Frente Libanesa, mas uma semana depois do fim da Guerra Civil Libanesa em outubro de 1990, Dany foi assassinado e a Frente Libanesa chegou ao fim.